# 섀도우 헌터스: 더 모탈 인스트루먼트
《섀도우 헌터스: 더 모탈 인스트루먼트》(영어: Shadowhunters: The Mortal Instruments)는 2016년부터 2019년까지 방영된 프리폼 채널의 드라마이다. 커샌드라 클레어의 동명의 소설 시리즈를 원작으로 에드 덱터가 기획하였다.

## 출연진

### 주연
- 캐서린 맥나마라 - 클래리사 "클레리 프레이" 페어차일드 역
- 도미닉 셔우드 - 제이스 웨일랜드/헤론데일 역
- 알베르토 로센데 - 사이먼 루이스 역
- 매튜 다다리오 - 알렉산더 기디언 라이트우드 역
- 에머라드 투비아 - 이자벨 "이지" 라이트우드 역
- 아이제야 무스타파 - 루시안 "루크 개러웨이" 그레이마크 역
- 해리 셤 주니어 - 매그너스 베인 역
- 앨리샤 웨인라이트 - 마이아 로버츠 역

### 조연
- 앨런 밴 스프랭 - 밸런타인 모건스턴 역
- 맥심 로이 - 조슬린 "프레이" 페어차일드 역
- 데이비드 캐스트로 - 라파엘 산티아고 역
- 윌 튜더 - 서배스천 벌랙 / 조너선 모건스턴 역
- 조엘 라벨 - 앨러릭 역
- 제이드 해소네 - 멜리온 역
- 니콜라 코리아다무데 - 메리스 라이트우드 역
- 폴리노 누네스 - 로버트 라이트우드 역
- 알렉산드라 오돌리스 - 올리 역
- 존 코 - 호지 스타크웨더 역
- 크리스티나 콕스 - 일레인 루이스 역
- 버네사 마츠이 - 도로시아 "도트" 롤린스 역
- 스테퍼니 베넷 - 리디아 브랜웰 역
- 닉 사가 - 빅터 앨더트리 역
- 테사 모지 - 하이디 매켄지 역
- 케이틀린 리브 - 카밀 벨코트 역
- 레이먼드 애블랙 - 라지 역
- 애나 홉킨스 - 릴리스 역
- 잭 풀턴 - 맥스 라이트우드 역
- 미미 쿠직 - 이모겐 헤론데일 역
- 노아 댄비 - 러셀 역
- 아리아나 윌리엄스 - 매드지 역
- 롤라 플래너리 - 실리 여왕 역